# Тета-тау-парадокс
Тета-тау-парадокс — парадокс фізики елементарних частинок, що наочно демонструє порушення закону збереження просторової парності при слабкій взаємодії. У 1954—1956 роках виявлено, що два дивні мезони {\displaystyle \Theta ^{+}} і {\displaystyle \tau ^{+}} мають різні схеми розпаду: {\displaystyle \Theta ^{+}\rightarrow \pi ^{+}+\pi ^{0}}, {\displaystyle \tau ^{+}\rightarrow \pi ^{+}+\pi ^{+}+\pi ^{-}} та однакові інші властивості. Просторова парність {\displaystyle \eta (\Theta ^{+})=+1}, а {\displaystyle \eta (\tau ^{+})=-1}.
Для розв'язання тета-тау-парадоксу Лі та Янг 1956 року висловили гіпотезу про незбереження просторової парності в процесах, обумовлених слабкою взаємодією. Тоді мезони {\displaystyle \Theta ^{+}} і {\displaystyle \tau ^{+}} можна вважати однією часткою — каоном {\displaystyle K^{+}} з від'ємною парністю {\displaystyle \eta (K^{+})=-1}. Заряджений каон розпадається двома каналами — зі збереженням і без збереження просторової парності.